# Live Volume
Albums de Corrosion of Conformity
America's Volume Dealer
(2000) In the Arms of God
(2005)
Live Volume est le premier album enregistré en public du groupe américain de Heavy metal, Corrosion of Conformity. Il est sorti le 7 août 2001 sur le label metal-is records et a été produit par le groupe.

## Historique
Cet album fut enregistré le 20 avril 2001 au Harpo's Concert Theatre de Detroit dans le Michigan. Il regroupe des titres des quatre derniers album studio du groupe, Blind paru en 1991, Delivrance paru en 1994, Wiseblood, 1996 sorti en 1996 et America's Volume Dealer paru en 2000.
Reed Mullin, batteur et membre fondateur du groupe avait du quitter le groupe début 1991 à la suite de douleurs dorsales et est remplacé sur la tournée de promotion de l'album  America's Volume Dealer et sur cet album par Jimmy Bower (Eyehategod, Down, Crowbar).

## Liste des titres
| No  | Titre                  | Auteur                                                    | de l'album                         | Durée |
| --- | ---------------------- | --------------------------------------------------------- | ---------------------------------- | ----- |
| 1.  | Those Shrouded Temples | Keenan, Mullin, Wheatherman, Phil Swisher                 | Blind, 1991                        | 4:34  |
| 2.  | Diablo Blvd            | Pepper Keenan, Mike Dean, Reed Mullin, Woody Wheatherman  | America's Volume Dealer, 2000      | 3:52  |
| 3.  | Senor Limpio           | Keenan                                                    | Delivrance, 1994                   | 4:52  |
| 4.  | King of the Rotten     | Pepper Keenan                                             | Wiseblood, 1996                    | 3:19  |
| 5.  | Wiseblood              | Keenan, Reed Mullin                                       | Wiseblood, 1996                    | 3:38  |
| 6.  | Who's Got the Fire     | Keenan, Dean, Mullin, Weatherman                          | America's Volume Dealer, 2000      | 3:44  |
| 7.  | Albatross              | Keenan, Mullin                                            | Delivrance, 1994                   | 5:58  |
| 8.  | My Grain               | Keenan, Wheatherman                                       | Delivrance, 1994                   | 6:40  |
| 9.  | Congratulation Song    | Keenan, Dean, Mullin, Weatherman                          | America's Volume Dealer, 2000      | 3:42  |
| 10. | 13 Angels/7 Days       | Keenan, Dean, Mullin, Weatherman                          | America's Volume Dealer, 2000      | 8:10  |
| 11. | Vote with a Bullet     | Karl Agell, Keenan, Mullin, Wheatherman, Swisher          | Blind, 1991                        | 3:46  |
| 12. | Zippo                  | Keenan, Dean, Mullin, Weatherman                          | America's Volume Dealer, 2000      | 4:53  |
| 13. | Long Whip/Big America  | Keenan, Mullin, Wheatherman / Keenan, Mullin, John Custer | Wiseblood, 1996 / Delivrance, 1994 | 5:32  |
| 14. | Shelter                | Keenan                                                    | Delivrance, 1994                   | 5:33  |
| 15. | Clean My Wounds        | Keenan                                                    | Delivrance, 1994                   | 8:40  |

## Musiciens
- Pepper Keenan: chant, guitare rythmique
- Woody Wheatherman: guitare solo, chœurs
- Mike Dean: basse, claviers, chœurs
- Jimmy Bower: batterie, percussions